# Nežnyj vozrast (film 2000)
Nežnyj vozrast (Нежный возраст) è un film del 2000 diretto da Sergej Solov'ëv.

## Trama
Il film mostra la crescita di un uomo e il suo amore per un compagno di classe che è diventato un famoso modello.